# Chapman (Pensilvania)
Chapman es un borough ubicado en el condado de Northampton en el estado estadounidense de Pensilvania. En el año 2000 tenía una población de 234 habitantes y una densidad poblacional de 239.4 personas por km².

## Geografía
Chapman se encuentra ubicado en las coordenadas 40°45′42″N 75°24′15″O / 40.76167, -75.40417.

## Demografía
Según la Oficina del Censo en 2000 los ingresos medios por hogar en la localidad eran de $38,750 y los ingresos medios por familia eran $42,917. Los hombres tenían unos ingresos medios de $36,000 frente a los $21,563 para las mujeres. La renta per cápita para la localidad era de $15,571. Alrededor del 5.3% de la población estaba por debajo del umbral de pobreza.